# Гомоарий
Гомоарий (на латински: Gomoarius, floruit 350 – 366) е военачалник на Източната Римска империя през 4 век по времето на узурпацията на Ветранион и Прокопий
През 360 г. Констанций II (337 – 361) прави Гомоарий първо magister equitum per Gallias на Цезар Юлиан в Галия. През 361 г. той е свален от поста му от Юлиан (360 – 363). През 363 г. Прокопий го прави свой военачалник (magister militum) заедно с Агило.
През 366 г. той ръководи войската на узурпатора Прокопий в битката при Тиатира във Фригия и е победен от император Валент. Той се оставя с войската си да бъде пленен от Арбицион.